# Дзиняго
Дзиня̀го (на италиански: Zignago, на местен диалект Zignægo, Дзинего) е село и община в северозападна Италия, провинция Специя, регион Лигурия. Разположено е на 632 m надморска височина. Населението на общината е 534 души (към 2011 г.).